# Валери Мартин
Валери Мартин (енгл. Valerie Martin; Сидејлија, Мисури, 14. март 1948), рођена Меткалф (енгл. Metcalf) је амерички романописац и писац кратких прича.
Њен роман Property (Право својине) (2003) освојио је Женску  награду за фикцију. The Observer је 2012. прогласио Property једним од „10 најбољих историјских романа“. 

## Рани живот
Мартин је рођена у Сидејлија, у држави Мисури, од породице Џона Роџера Меткалфа и Валери Флајшер Меткалф. Њен отац је био поморски капетан  а мајка домаћица чија породица сеже неколико генерација уназад у Њу Орлеансу, Луизијана.  Одрасла је у Њу Орлеансу   од своје треће године, похађајући јавну основну школу и католичку средњу школу  Mount Carmel Academy.  Дипломирала је на Универзитету у Њу Орлеансу 1970. године и дипломирала на МФА Програму за песнике и писце на University of Massachusetts Amherst 1974.  Током 1970-их, Мартин је похађала курс писања на Универзитету Лојола у Њу Орлеансу који је предавао јужњачки романописац Вокер Перси. 

## Академска каријера
Мартин је предавала на више колеџа и универзитета у Сједињеним Државама, како на гостујућим позицијама, тако и на позицијама за стално.
- 1978–1979: Универзитет Новог Мексика, Лас Крусис (гостујући предавач креативног писања)
- 1980–1984 и 1985–1986: Универзитет у Њу Орлеансу (доцент енглеског језика)
- 1984–1985: Универзитет у Алабами (стални писац/ванредни професор)
- 1986–1989: Mount Holyoke College (предавач креативног писања)
- 1989–1997: University of Massachusetts Amherst (ванредни професор енглеског језика)
- 1998–1999: Универзитет Лојола у Њу Орлеансу (гостујући писац у резиденцији)
- 1999. и 2002: Sarah Lawrence College (гостујући писац)
- 2009 – данас: Mount Holyoke College (професор енглеског)[7][8]

Док је била на Универзитету у Алабами, Мартин је живела неколико блокова даље од списатељице Маргарет Атвуд и постале су пријатељице. Мартин је била прва особа која је прочитала комплетан рукопис Етвудове Слушкињина прича, тврдећи да је рекла Етвудовој да ће је књига учинити богатом. Атвуд је узвратила услугу и прочитала нека од Мартинових тада необјављених дела, и довољно јој се допали да их пошаље уреднику и издавачу Нан А. Талесе, који је од тада постао Мартинов уредник.

## Каријера писања
Мартинова фиктивна дела укључују Set in Motion (Покренуто) (1978), Alexandra (Александра) (1979), A Recent Martyr (Недавни мученик) (1987), The Consolation of Nature and Other Stories (Утеха природе и друге приче) (1988), The Great Divorce (Велики развод) (1993), Italian Fever (Италијанска грозница) (1999), The Unfinished Novel and Other Stories (Недовршени роман и Друге приче) (2006), Trespass (Преступ) (2007) и The Confessions of Edward Day (Исповести Едварда Деја) (2009). Написала је и биографију светог Фрање Асишког под насловом Salvation: Scenes from the Life of St. Francis (Спасење: призори из живота светог Фрање) (2001). Њен најновији роман, The Ghost of the Mary Celeste, објављен је 2014. године, а Sea Lovers: Selected Stories појавио се 2016. године.
Њен роман Mary Reilly (Мери Рајли) из 1990. године, је препричавање Чудног случаја др Џекила и господина Хајда из угла слуге у докторовој кући, освојио је Кафкину награду 1990. и преведен је на 16 језика. Објављен је као филм 1996. године од стране Columbia TriStar Pictures, у режији Стивена Фрирса, а глуме Џон Малкович као др Џекил и Џулија Робертс као Мери. 
Кратки филм Surface Calm (2001), редитеља Мајкла Мајлија, заснован је на њеној истоименој краткој причи из њене прве књиге Love (Љубав) (1977).
Са својом нећакињом, песникињом Лизом Мартин, написала је трилогију дечјих књига о мачкама по имену Антон и Сесил. 

## Лични живот
Била је удата за уметника Роберта М. Мартина од 1970. до њиховог развода 1984. године. Имали су једну ћерку, Адријен,  рођену 1975. године.
Мартин живи у округу Дачес, Њујорк. Живела је са својим партнером, преводиоцем Џоном Каленом, и мачком по имену Џексон Греј. Кален је умро у априлу 2021.  Ужива у башти.
Мартин је наставила да предаје на нивоу колеџа иако је њена списатељска каријера била успешна, понекад правећи паузе у учионици како би завршила дело. Каже да јој је потребна друштвена активност рада са младим ауторима како би уравнотежила усамљену активност која је писање. У почетку пише руком, касније преноси текст на рачунар.

### Новеле
- Set in Motion (Покренути), (1978). [14]
- Alexandra (Александра), (1979). [15]
- A Recent Martyr (Недавни мученик), (1987). [16]
- Mary Reilly (Мери Рајли), (1990). [17]
- The Great Divorce (Велики развод), (1994). [18]
- Italian Fever (Италијанска грозница), (1999). [19]
- Property (Право својине) (2003). [20]
- Trespass (2007). [21]
- The Confessions of Edward Day (Исповести Едварда Деја), (2009). [22]
- The Ghost of the Mary Celeste (2014). [23]

### Збирке
- Love: Short Stories (Љубав: кратке приче), (1977). [24]
- The Consolation of Nature, and Other Stories (Утеха природе и друге приче), (1988). [25]
- The Unfinished Novel and Other Stories (Недовршени роман и друге приче), (2006). [26]
- Sea Lovers (Љубитељи мора), (2015). [27]

### Документарна литература
- Salvation: Scenes from the Life of St. Francis (Спас: призори из живота св. Фрање), (2001). [28]

### Дечије
- Anton and Cecil: Cats at Sea (Антон и Сесил: Мачке на мору), (2013) [29]
- Anton and Cecil: Cats on Track (Антон и Сесил: Мачке на трагу), (2015) [30]
- Anton and Cecil: Cats Aloft (Антон и Сесил: Мачке горе), (2016) [31]

## Награде и почасти
- Награда Грант задужбине Луизијане за уметност (1983). [3]
- Кафка награда (1990).[5]
- Награда Националног удружења за образовање (1990). [3]
- Номинована за најбољи роман светске фантастике (1991): Мери Рајли. [32]
- Номинација за Награду Небула за најбољи роман (1991): Мери Рајли. [32]
- Добитник награде Orange Broadband Prize for Fiction Best Book (2003): Property.[32]
- Награда за писце Луизијане (2010). [7]
- Гугенхајмова стипендија (2011).[13]